# Bölsdorf
Bölsdorf là một đô thị thuộc huyện Stendal, bang Sachsen-Anhalt, Đức. Đô thị Bölsdorf có diện tích 10,38 km², dân số thời điểm ngày 31 tháng 12 năm 2006 là 317 người.